# حبروت
حَبروت شهری مرزی در استان مَهره کشور یمن است.
حبروت در مرز عمان واقع شده و یکی از چهار دهستان در بخش غیضه در استان مهره‌است.

## منبع
*استان مهره (به عربی)
- دکتر: شامی، یحیی ، (موسوعة المدن العربیة والاسلامیة) ، دار الفکر العربی، بیروت، چاپ سال ۱۹۹۳ میلادی به (عربی).